# Phil Jones (futebolista)
Philip Anthony, mais conhecido por Phil Jones (Preston, 21 de fevereiro de 1992) é um futebolista inglês que atua como zagueiro, lateral-direito e volante. Atualmente está sem clube.

## Clubes
Iniciou sua carreira no Blackburn Rovers e ali permaneceu até junho de 2011, quando transferiu-se ao Manchester United por cinco anos de contrato.

## Seleção Inglesa
Estreou pela Seleção Inglesa principal em 7 de outubro de 2011 em partida contra a Montenegro válida pelas qualificações para o Campeonato Europeu de 2012.

## Títulos
Manchester United
- Supercopa da Inglaterra: 2011, 2013, 2016
- Premier League: 2012–13
- FA Cup: 2015–16[2]
- Copa da Liga Inglesa: 2016–17
- Liga Europa da UEFA: 2016–17